# Topolino e il deserto del nulla
Topolino e il deserto del nulla (Mickey Mouse and Hoosat from another planet) è una storia a fumetti della Walt Disney realizzata da Bill Walsh (testi) e Floyd Gottfredson (disegni), pubblicata in strisce giornaliere sui quotidiani statunitensi dal 3 ottobre 1952 al 28 febbraio 1953. In Italia è stata pubblicata per la prima volta sui numeri 63-64-65-66-67-68-69 di Topolino, in un periodo compreso tra il 25 marzo e il 25 giugno 1953.

## Trama
Topolino è appena tornato dall'isola Neraperla (dove si era recato nell'avventura precedente Topolino e l'isola Neraperla del 1952) e si reca a casa di Pippo.
Qui viene, però, assalito da curiosi che vorrebbero avere in dono qualcuna delle perle nere che Mickey ha portato dall'isola, ma che ha già consegnato al governo; a questo punto decide di recarsi con Pippo nel deserto, a cercare uranio.
Giunti lì, i due, però, si smarriscono, imbattendosi in Magneto, un singolare automa, grazie al quale vengono a conoscenza di una prossima invasione aliena della Terra.
In quest'avventura, Walsh e Gottfredson illustrano nuovamente vicende di tipo fantascientifico e futuristico, filone che i due autori statunitensi hanno inaugurato fin dall'inizio della loro lunga collaborazione, all'inizio degli anni ' 40, realizzando avventure quali Topolino e le meraviglie di domani (1944) o Eta Beta l'uomo del 2000 (1947), con aspetti per certi versi inquietanti.